# مدل‌تاون، اسلام‌آباد
مدل‌تاون (به انگلیسی: Model Town Humak) یک شهرک در پاکستان است که در اسلام‌آباد واقع شده‌است.